# 第十五次五カ年規画
第十五次五カ年規画（だいじゅうごじごかねんきかく、中国語: 十五五规划）は、中国の五カ年計画で第15番目のもの。中国語では「十五五」と略す。期間は2026年から2030年まで。この期間中に中国のロボット産業の規模は約4,000億元に成長し、市場規模としては世界一になる事が予測されている。2023年時点で中国のロボット産業チェーン全体には80,000社ほど存在し、そのうち上場企業が100社以上、ハイテク企業が4,000社以上ある。

## 規画
国際エネルギー機関は風力と太陽光発電をより適切に統合するために、統一された国家電力システムを含む中国のエネルギー市場の改革を実施する第15回5か年規画を提案した。提案された改革は、中国が2030年までに温室効果ガス排出量のピークに達するという目標を達成できるように、電力需要の変動にリアルタイムで対応する能力を向上させることを目的としている。